# AWITEL

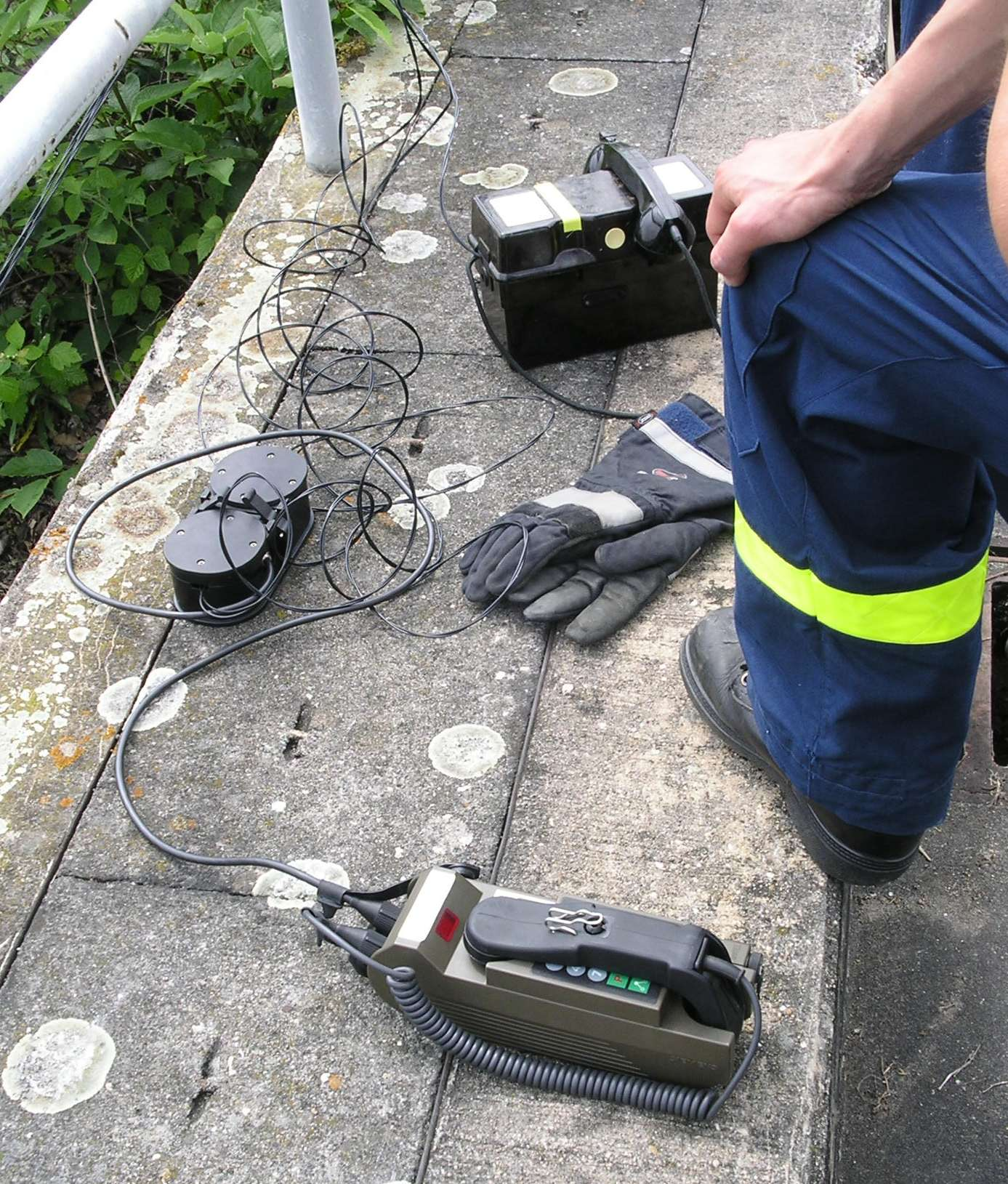
AWITEL

AWITEL (Albis Wire Telephone) ist eine digitale Feldtelefontechnik, die von Siemens für die Schweizer Armee entwickelt wurde und auch von anderen Organisationen genutzt wird.
Das Produkt wurde inzwischen von Siemens Schweiz abgekündigt, also eingestellt. Allerdings wird es aufgrund einer Grossbeschaffung der Armee noch einmal nachproduziert. Auch das deutsche Technische Hilfswerk (THW) wird sich an dieser Bestellung beteiligen, um seine Bestände laut StAN zu vervollständigen.

## AWITEL-Netz
Im Vergleich zu der alten OB-Technik mit dem Feldtelefon 50 erfordert der Aufbau eines AWITEL-Netzes nur wenig Aufwand. Man bedient sich weiterhin des Feldkabels und des Feldkabelbaus. Bei der OB-Technik musste für jedes einzelne Endgerät eine eigene Leitung gelegt werden, will man einen individuellen Sprachkanal haben. Da das AWITEL-System ein digitales Bussystem ist, reicht eine Leitung, um 30 Endgeräte zu versorgen.
Das Vermitteln einzelner Gespräche übernimmt das System selbst. Es können bis zu 100 IDs vergeben werden.
Über eine Leitung lassen sich sieben Duplex-Gespräche führen. Die Feldkabelstrecke für ein AWITEL-Netz kann max. 12 km lang sein.
Einzelne AWITEL-Netze lassen sich durch das AWINAP verbinden. Das AWINAP öffnet dem AWITEL-Netz die Möglichkeit, öffentliche Telefonnetze, Funkanlagen und OB-Netze zu benutzen oder weitere AWITEL-Netze über die genannten Wege zu verbinden.
Zwei direkt benachbarte AWITEL-Netze lassen sich mittels zweier AWITEL und eines Verbindungskabels auch ohne AWINAP verbinden. Allerdings bietet die Verbindung zweier Netze mittels zweier AWINAP den Vorteil, dass die beiden Netze über eine grössere Entfernung (10 km) verbunden werden können, während das AWITEL-Verbindungskabel höchstens 10 m lang sein kann.

## AWITEL-Endgerät
Das AWITEL ist das eigentliche Feldtelefon. Es signalisiert eingehende Anrufe mit der Anzeige der rufenden ID und einem akustischen Signal. Es können Einzelrufe, Gruppenrufe, Rundsprüche und Sammelrufe getätigt werden.
Je nach Dringlichkeit können Anrufe auch priorisiert werden, das heisst, ein laufendes Gespräch kann unterbrochen oder geschützt werden.
Beim Anschliessen eines AWITEL an einer bestehenden Feldkabelleitung bedient man sich einer Kopplereinheit. Die Koppeleinheit ermöglicht es, durch elektromagnetische Übertragung das Nutzsignal auf das Kabel zu übertragen, ohne das Kabel beschädigen zu müssen. Dies ist ein weiterer Vorteil des Systems.
Betrieben wird das AWITEL von vier Mignon-Batterien, die bei intensiver Nutzung bis zu 24 h halten.

## AWINAP
Das AWINAP erweitert ein AWITEL-Netz. Es dient als Gateway zu einem
- Funknetz
- Telefonnetz
- analogen Feldtelefon-Netz
- weiteren AWITEL-Netz
  - mittels einer Funkbrücke
  - mittels einer Leitungsbrücke
- Mobilfunk-Netz

Man kann zum Beispiel mit einem AWITEL über das AWINAP, an dem ein Funkgerät angeschlossen ist, funken.
Die Stromversorgung des AWINAP erfolgt über vier Monozellen.

## Einsatz
In der Schweizer Armee ist es als Feldtelefon 96 (Ftf 96) in Einsatz. Im Gegensatz zu zivilen Geräten (meist gelb) ist bei diesen in grün gehaltenen Geräten eine Einweg-Kommunikationssperre eingebaut (Schwellenwert) und eine abweichende Software eingesetzt. Überzählige Bestände wurden an den schweizerischen Zivilschutz abgegeben. In der Schweiz wird es auch von Polizei, Feuerwehr und SBB eingesetzt.
Neben der Schweizer Armee wird es von Streitkräften in Saudi-Arabien, den Vereinigten Arabischen Emiraten, Malaysia, Norwegen, Schweden und nordafrikanischen Armeen eingesetzt.
Neben dem Schweizer Zivilschutz testete das Technische Hilfswerk in Deutschland das System 1995 zusammen mit dem System MATEL und setzt es seit 1999 ein. Die Fachgruppe für Information- und Kommunikation der Feuerwehr Frankfurt am Main hält zwei AWITEL-Anlagen vor. Diese sind u. a. für Lagen in unterirdischen Verkehrsanlagen und Hochhäusern vorgesehen. Es wird auch von der Kreisfeuerwehr Landkreis Oldenburg eingesetzt.
Das System ist mittlerweile auch im zivilen Einsatz der Österreichischen Bundesbahnen (ÖBB), welche das Telefonsystem als Kommunikationsmittel im Tunnelbau einsetzen, wo durch die baulichen und geographischen Bedingungen kein Funk eingesetzt werden kann. Auch schweizerische und dänische Tunnelbauunternehmen nutzen das System.
Seit dem Jahr 2000 wurde AWITEL auch als Nachrichtensystem in der dem Amt für Zivilschutz unterstehenden Übermittlungsgruppe Liechtenstein (UemGrFL), einer Spezialistengruppe des liechtensteinischen Zivilschutzes, eingesetzt. Die Gruppe umfasst etwa 20 Mitglieder, die in ehrenamtlicher Arbeit bei Sportanlässen im Gebirge (LGT-Marathon) oder dem im benachbarten Grabs stattfindenden Gamperney-Berglauf, wo durch die gebirgige Lage eine flächendeckende Funkversorgung nicht gewährleistet werden kann, ein Notfallnetz für die 600 Alpinmarathonläufer mit Sicherungsposten zur Verfügung stellen.
Andere Einsätze waren zu verzeichnen, als beispielsweise ein Mitglied der Bergrettung in einen Druckrohrschacht mehrere hundert Meter zur Bergung einer Kamera abgeseilt werden musste und die Verständigung während mehrerer Stunden nur noch via AWITEL möglich war. Ein anderer Einsatz einer anderen Einheit war am jährlichen Openair St. Gallen in der Schweiz, an dem fast die komplette telematische Infrastruktur auf AWITEL basiert und von Feuerwehr und Zivilschutz St. Gallen gewartet wird.